# Precios Cuidados
El programa Precios Cuidados fue una iniciativa del Ministerio de Economía de Argentina lanzada en diciembre de 2013 durante el gobierno de Cristina Fernández de Kirchner con el objetivo de contener los aumentos de precios de la canasta básica alimentaria.

## Historia
El programa comenzó durante la presidencia de Cristina Fernández de Kirchner con el objetivo central de bajar el nivel de inflación. El entonces ministro de Economía Axel Kicillof desarrolló a finales de 2013 en conjunto con el secretario de Comercio, Augusto Costa, un acuerdo voluntario de precios con representantes de las principales cadenas de supermercados y proveedores de la Argentina las cuales se comprometieron a vender al consumidor final los productos a un precio único y constante acordado con el Estado nacional. El programa Precios Cuidados entró en vigencia el 1 de enero de 2014 e incluía una canasta básica de 302 productos comercializados en todo el territorio argentino.
El listado de precios estaba sujeto a una revisión periódica trimestral convenida sobre la base de la evolución de las condiciones de producción, comercialización y distribución de los productos que lo componían. En abril de 2014, el ministro anunció la primera revisión trimestral de Precios Cuidados, en la cual se acordó la incorporación de nuevos productos a la canasta de las grandes cadenas de supermercados, nuevos proveedores a las cadenas regionales y además, se llegó a un importante acuerdo con mayoristas y distribuidores orientado a beneficiar a pequeños almacenes barriales y comercios de proximidad de todo el país. De esta manera se dispuso una mayor cobertura geográfica, de un estrato más amplio de comercios y de inclusión de nuevas variedades de productos, como es el caso de los alimentos para pacientes celíacos. La Red tuvo presencia en 19 provincias del país con 4682 comercios adheridos y 27 mayoristas regionales. Además, sumó 667 productos de 118 pequeños productores en 14 provincias que amplían la oferta de bienes a precios cuidados para poner en pie de igualdad a los pequeños y medianos empresarios con los grandes; que los sectores más débiles de la cadena productiva y comercial pudieran competir en igualdad de condiciones. También se acordó una ampliación del programa para el sector de la construcción que incluyó un listado de 28 productos vinculados a 16 proveedores que representan cerca de la mitad del costo de materiales para la construcción y reforma de los hogares.
El ministro de Economía destacó en esa oportunidad la importancia del crecimiento de Precios Cuidados porque actúa como «referencia para el resto de los productos» y brinda «previsibilidad a toda la economía». «Precios cuidados no es un congelamiento de precios impuesto por el estado, sino una suma de acuerdos voluntarios que garantizan una rentabilidad razonable, a precios convenientes y que asegura que los productos estén al alcance de la población».
En 2014, cuando inició "Precios Cuidados", el índice de precios al consumidor fue de 23.9%, mientras el acumulado hasta octubre de 2015 fue del 11.9%.

## Evolución
El programa continuó durante la presidencia de Mauricio Macri (2015-2019) pero disminuyó su importancia relativa, pasando de representar el 14% de la facturación de las categorías afectadas al 7%. Además se produjo un cambio en la composición de la canasta de productos ofrecidos que pasó a ser de segundas marcas. En abril de 2019 se anunció un acuerdo con 16 empresas para que 60 productos de la canasta básica mantuvieran sus precios durante 6 meses. Según un informe del Centro de Economía Política Argentina (CEPA) solo el 8,9% de los productos incluidos en la lista acordada en 2016 se mantuvieron hasta comienzos de 2019.
En enero de 2020, el presidente Alberto Fernández anunció el relanzamiento de Precios Cuidados con nuevos productos y primeras marcas. En septiembre se anunció la extensión del programa para el sector de la construcción, incluyendo 93 productos de 17 rubros diferentes.
Este programa fue reajustado y renombrado en noviembre de 2022 como "Precios Justos", mediante la Resolución 823/2022.

## Finalización
En diciembre de 2023, poco después de iniciada la presidencia de Javier Milei, el programa fue renombrado como "Precios Diferenciados" y modificado de modo tal que, en vez de basarse de un acuerdo entre productores y Estado, se trataba de un descuento del 20% en los precios de 20 productos de la canasta básica, durante 60 días. La medida fue adoptada luego de establecida una devaluación de 118%, y en un intento de controlar el aumento de precios subsiguiente.
En noviembre de 2024 mediante la Resolución 1212/2024, el Ministerio de Economía canceló formalmente la vigencia del programa dentro de la derogación de 43 normas tendientes a la regulación de precios.